# Acroria villipes
Acroria villipes är en fjärilsart som beskrevs av Walker 1858. Acroria villipes ingår i släktet Acroria och familjen nattflyn. Inga underarter finns listade i Catalogue of Life.